# Eoceen
| Systeem Periode                            | Serie Tijdvak | Etage Tijdsnede | Ouderdom (Ma) |
| ------------------------------------------ | ------------- | --------------- | ------------- |
| Neogeen                                    | Mioceen       | Aquitanien      | jonger        |
| Paleogeen                                  | Oligoceen     | Chattien        | 23,03–28,1    |
| Paleogeen                                  | Oligoceen     | Rupelien        | 28,1–33,9     |
| Paleogeen                                  | Eoceen        | Priabonien      | 33,9–38,0     |
| Paleogeen                                  | Eoceen        | Bartonien       | 38,0–41,3     |
| Paleogeen                                  | Eoceen        | Lutetien        | 41,3–47,8     |
| Paleogeen                                  | Eoceen        | Ypresien        | 47,8–56,0     |
| Paleogeen                                  | Paleoceen     | Thanetien       | 56,0–59,2     |
| Paleogeen                                  | Paleoceen     | Selandien       | 59,2–61,6     |
| Paleogeen                                  | Paleoceen     | Danien          | 61,6–66,0     |
| Krijt                                      | Boven         | Maastrichtien   | ouder         |
| Indeling van het Paleogeen volgens de ICS. |               |                 |               |

Het Eoceen (Oudgrieks: ἠώς (ḗōs) = dageraad; καινός (kainós) = nieuw; oftewel de dageraad van het nieuwe) is een tijdperk in de geologische tijdschaal, dat duurde van 56,0 tot 33,9 miljoen jaar geleden (Ma). Het Eoceen volgt op het Paleoceen en wordt gevolgd door het Oligoceen.
Het Eoceen was een tijdperk met een uitgesproken warm en nat klimaat. Het vroegste deel van het Eoceen had zelfs het warmste klimaat van de afgelopen 100 miljoen jaar. Later in het Eoceen trad enige temperatuurdaling op, maar tot op hoge breedtegraad bleven er tropische temperaturen heersen. Boven de poolcirkel heerste een gematigd klimaat en groeide loofbos. De diversificatie van zoogdieren en vogels, die tijdens het Paleoceen begonnen was, ging tijdens het Eoceen door. Onder de planten verschenen de eerste moderne grassen. Het Eoceen eindigde met een massa-extinctie die met name bij Europese fauna's de grande coupure genoemd wordt.

## Paleogeografie

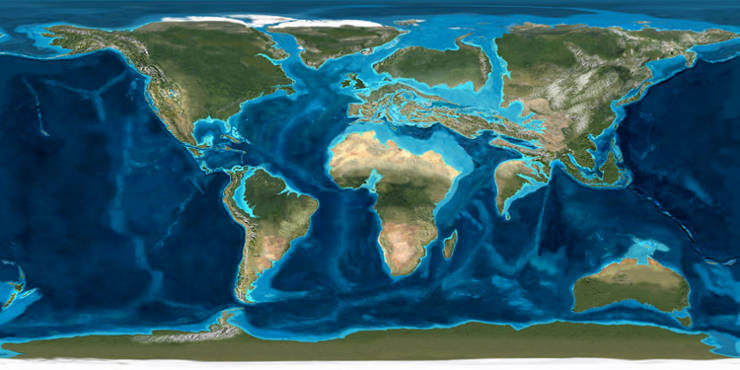
De ligging van de continenten vijftig miljoen jaar geleden

Tijdens het Eoceen bewogen Antarctica en Australië steeds verder uit elkaar, waardoor Antarctica geïsoleerd op de zuidpool kwam te liggen. Daardoor kon de zeestroming in oostelijke richting rondom dit continent (de zogenaamde Circum-Antarctische zeestroming) ontstaan. Ook India en Afrika bewogen naar het noorden, waardoor de Tethysoceaan tussen deze continenten en Eurazië langzaam sloot en de Alpiene orogenese voort duurde.
Tegelijkertijd bewoog Groenland verder bij Europa vandaan, waarbij het noordelijke deel van de Atlantische Oceaan breder werd. Onder invloed hiervan heerste ook in het Noordzeebekken korstextensie, waardoor verdere tektonische daling van het aardoppervlak plaatsvond en het gebied rond de tegenwoordige Noordzee (waaronder ook Nederland en het noorden van België) door de zee bedekt raakte. Verder naar het zuiden begonnen de Alpen zich te vormen. Ten noorden van het nieuwe gebergte ontstond een groot voorlandbekken in het huidige Zwitserland en Zuid-Duitsland, dat het Molassebekken genoemd wordt en bedekt werd met een binnenzee die zich uitstrekte tussen de Alpen en Centraal-Europa. Ook elders in Europa en Azië begonnen zich gebergten te vormen: de Pyreneeën, Dinarische Alpen en Helleniden in Europa en de Zagros en Himalaya in Azië. Europa en Azië werden van elkaar gescheiden door de Toergajstraat ten oosten van de Oeral.
Noord- en Zuid-Amerika lagen tijdens het Eoceen gescheiden van elkaar. In het westen van Noord-Amerika duurde de Laramide orogenese voort. Bij de noordpool lagen de continenten Noord-Amerika, Europa en Azië vrijwel tegen elkaar aan, slechts de nauwe verbindingen van de toen nog smalle noordelijke Atlantische Oceaan, de Labradorzee en de Toergajstraat verbonden de Noordelijke IJszee met andere zeeën. Omdat deze verbindingen niet erg breed waren bestond er in het Eoceen geen thermohaliene circulatie die het water van de Noordelijke IJszee mengde met dat van andere zeeën, zoals tegenwoordig.

## Paleoklimaat

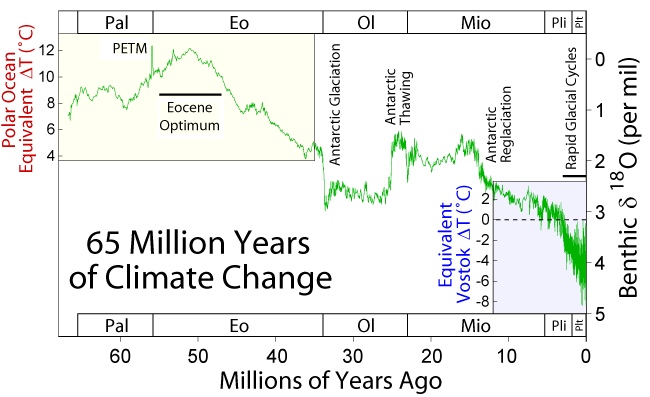
Gemiddeld temperatuursverloop op Aarde tijdens de afgelopen 65 Ma. Het Eoceen is aangegeven met Eo. Zowel het Eocene Climatic Optimum als het Paleocene-Eocene Thermal Maximum (PETM) zijn in de grafiek te herkennen.

### Thermisch maximum
De overgang tussen het Paleoceen en het Eoceen wordt gemarkeerd door een plotselinge en korte wereldwijde temperatuurstijging, die Paleocene-Eocene Thermal Maximum (PETM) genoemd wordt. De gemiddelde temperatuur steeg op hogere breedten tot 7 °C binnen 20.000 jaar, een van de snelste en grootste klimaatveranderingen uit de geologische geschiedenis. Deze ongewoon warme situatie hield nog geen 100.000 jaar aan. De klimaatsverandering veroorzaakte een massa-extinctie waardoor de Eocene fauna fors verschilt van die van het Paleoceen. Er zijn een aantal mogelijke oorzaken voor de plotselinge temperatuurstijging, maar geen verklaart de snelheid waarmee de temperatuurstijging plaatsvond. Men vermoedt echter dat de geleidelijke opwarming tijdens het Laat-Paleoceen de temperatuur van het zeewater boven een bepaalde kritieke waarde bracht, waardoor gashydraten op de oceaanbodem massaal oplosten, waarbij grote hoeveelheden methaan in de atmosfeer vrijkwamen. Methaan is een zeer sterk broeikasgas (twintigmaal zo effectief als kooldioxide) en dit kan de opwarming van het klimaat plotseling versneld hebben. Deze hypothese is interessant voor klimatologen, omdat ook tegenwoordig grote hoeveelheden methaan in de vorm van gashydraten op de zeebodem liggen opgeslagen. In de meeste modellen voor de huidige opwarming van de Aarde wordt geen rekening gehouden met het vrijkomen van gashydraten als versterkende factor.
Ook zonder het PETM was het Vroeg-Eoceen al een van de warmste periodes uit de aardse geschiedenis. Ook was het klimaat erg gelijkmatig verdeeld. Vanwege een effectievere atmosferische circulatie was het temperatuursverschil tussen evenaar en polen tijdens het Eoceen slechts half zo groot als tegenwoordig. Het klimaat was natter en de neerslag was gelijker verdeeld over de Aarde, ook de polen hadden een nat en relatief warm klimaat. De diepe oceaanstromingen waren warm en de poolstreken waren begroeid met gematigd loofbos. Tropische begroeiing was tot de 45e breedtegraad te vinden. Het verschil met tegenwoordig was het grootst op hogere breedtegraden, aan de evenaar waren de omstandigheden waarschijnlijk vergelijkbaar met de huidige situatie.

### Azolla-event

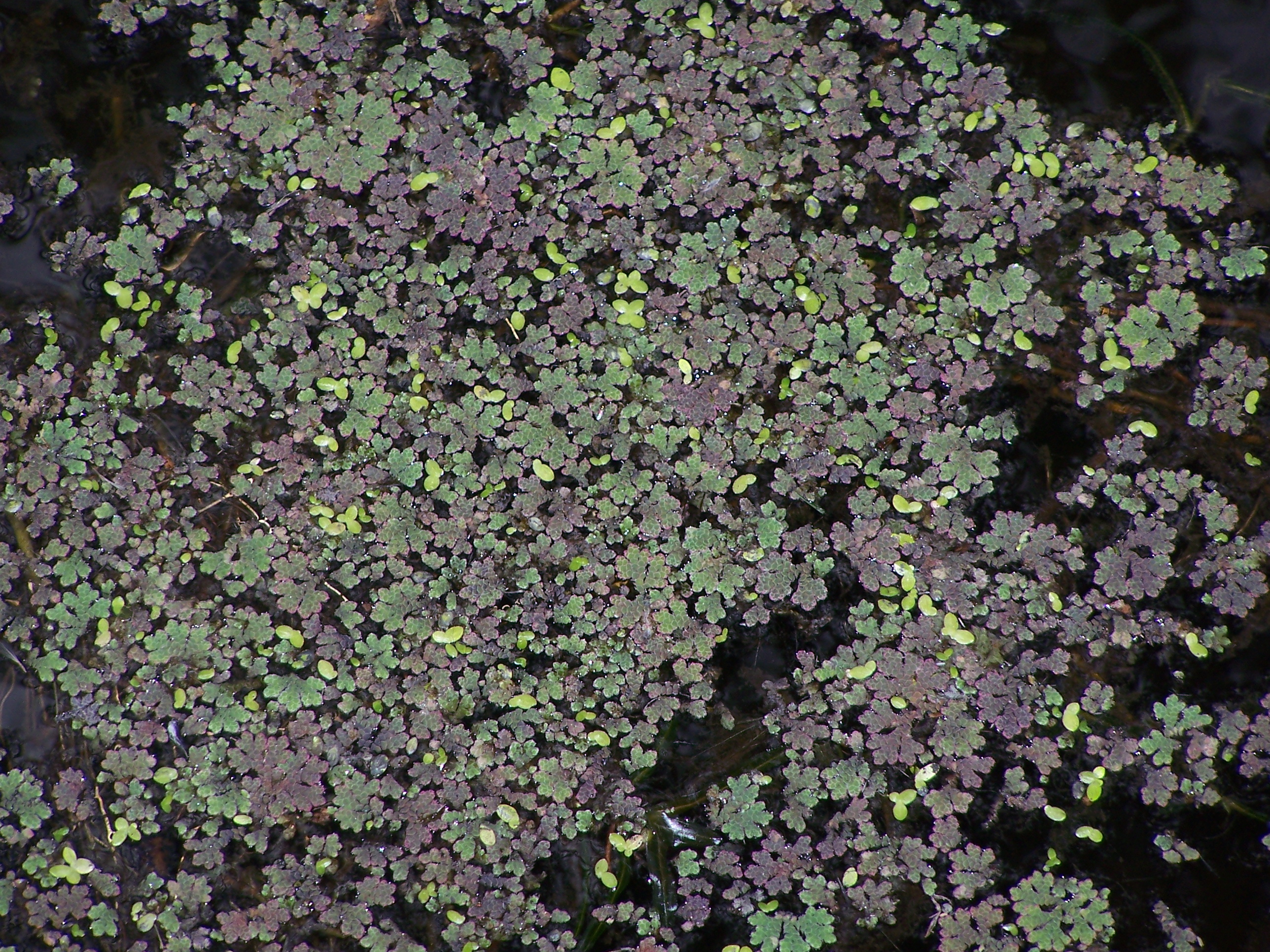
De zoetwatervaren Azolla. Een explosieve groei van deze planten in de Noordelijke IJszee rond 49 miljoen jaar geleden was waarschijnlijk de oorzaak van klimaatsverandering.

Halverwege het Eoceen vond gedurende een korte periode een snelle groei van zoetwatervarens (Azolla) plaats in de Noordelijke IJszee. Omdat deze oceaan nauwelijks met andere zeeën verbonden was en het klimaat tot aan de polen nat was, was de bovenste laag water hier waarschijnlijk tijdelijk zoet geworden, waardoor de zoetwatervarens zich konden verspreiden. Dit heet het Azolla event. De biomassa van gigantische hoeveelheden zoetwatervarens zonk wanneer de planten stierven naar de oceaanbodem, en de laag Eoceen organisch materiaal die in diepzeekernen uit de Arctische wateren wordt teruggevonden is soms tot acht meter dik. Planten maken hun celweefsel van organisch materiaal, waarvoor ze het broeikasgas kooldioxide uit de atmosfeer onttrekken. Door de grote hoeveelheid kooldioxide die uit de atmosfeer verdween verzwakte het broeikaseffect waarschijnlijk.

### Laat-Eocene afkoeling
Na het eerste deel van het Eoceen daalde de temperatuur geleidelijk. Ten gevolge van het ontstaan van de Circum-Antarctische zeestroming rond Antarctica werd het klimaat op dit continent van de matigende invloed van het relatief warme oceaanwater afgesloten. Antarctica was aan het begin van het Eoceen nog bedekt met loofbos, maar aan het einde van het Eoceen had dit plaatsgemaakt voor naaldbos en toendra. Oceaanwater rond de zuidpool kreeg, nu de dominante stroming niet noord-zuid maar oost-west was, niet meer de kans op te warmen. Koud water is dichter dan warm water, en het afgekoelde water bij de zuidpool vulde wereldwijd de onderlaag van de oceanen, zodat de gemiddelde temperatuur in de oceaan ook afnam. De afkoeling van de oceaan beïnvloedde op zijn beurt het wereldwijde klimaat. Op de overgang tussen het Eoceen en het Oligoceen koelde het klimaat binnen enkele duizenden jaren een aantal graden af als gevolg van de aangroei van gletsjers op Antarctica. Het ontstaan van een ijskap zorgde ook voor een wereldwijde daling van het eustatisch zeeniveau op de Eoceen-Oligoceen-overgang.

## Stratigrafie en geologie

### Naamgeving en definitie

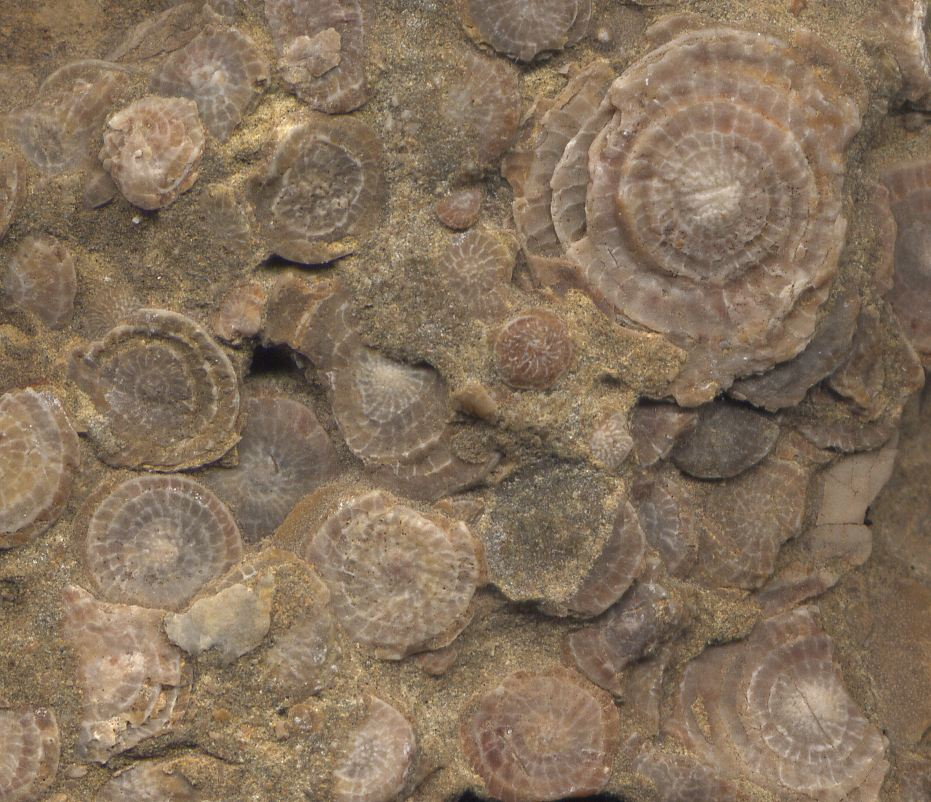
Een kalksteen opgebouwd uit nummulieten, schijfvormige foraminiferen van een paar cm doorsnede. Nummulieten zijn typisch voor Eocene gesteenten uit het Middellandse Zeegebied en zijn daarom goed geschikt als gidsfossielen voor het tijdvak.

Het Eoceen werd in 1833 ingevoerd door de Britse geoloog Charles Lyell, op basis van sedimentaire gesteentelagen in het Bekken van Parijs. Lyell deelde het Tertiair op in Eoceen, Mioceen en Plioceen op basis van fossiele mollusken uit Frankrijk en Italië. Later in de 19e eeuw zouden Oligoceen en Paleoceen bij nauwkeurigere studies van het Eoceen afgesplitst worden. Het Eoceen heeft in de huidige officiële geologische tijdschaal van de ICS de status van tijdvak of serie en is een onderverdeling van de periode (of het systeem) Paleogeen. Het Tertiair is opgesplitst in Paleogeen en Neogeen en komt in deze tijdschaal niet meer voor.
Het Eoceen wordt opgedeeld in vier tijdsnedes of etages, van oud naar jong: Ypresien, Lutetien, Bartonien en Priabonien. Als gidsfossielen worden voor het Eoceen meestal planktonische foraminiferen en nannoplankton (plankton tussen twee honderdste en twee duizendste millimeter groot) gebruikt.

### Eocene gesteenten
Gesteenten uit het Eoceen komen overal ter wereld voor en zijn vaak nog niet compleet gelithificeerd. In Nederland en België bestaat de Eocene serie net als de rest van het Paleogeen voornamelijk uit mariene afzettingen zoals de Formatie van Dongen. In het westen van België bestaat het Eoceen uit (van onder naar boven) de Ieper Groep, de Zenne Groep en de Formatie van Maldegem. Dit zijn over het algemeen zanden en kleien, maar ook komen sporadisch bruinkool- en kalksteenlagen voor. Ze dagzomen in een min of meer oost-west lopende band. De Britse London Clay is een vergelijkbare formatie van mariene kleien en zanden in Zuid-Engeland. In Nederland komen Eocene gesteenten nauwelijks aan het oppervlak, behalve op enkele plekken in Zuid-Limburg. Deze gesteentelagen behoren tot de afzettingen van Tongeren, die ook in het oosten van België voorkomen. Ze zijn jonger dan de Formatie van Maldegem en zijn afwisselend marien en continentaal van aard.
In Centraal-Europa komen met tussenpozen ongeconsolideerde Eocene gesteentelagen voor. Langs de Alpen zijn molasse- en flysch-afzettingen uit het voorlandbekken van dit gebergte te vinden. Dit zijn vooral zanden en conglomeraten, gevormd uit materiaal dat uit het nieuwe gebergte werd geërodeerd. In het voorland van de Pyreneeën komt Eocene ondiep mariene kalksteen voor, die tijdens een latere fase van tektonische opheffing omhoog gekomen is.

### Vindplaatsen van fossielen

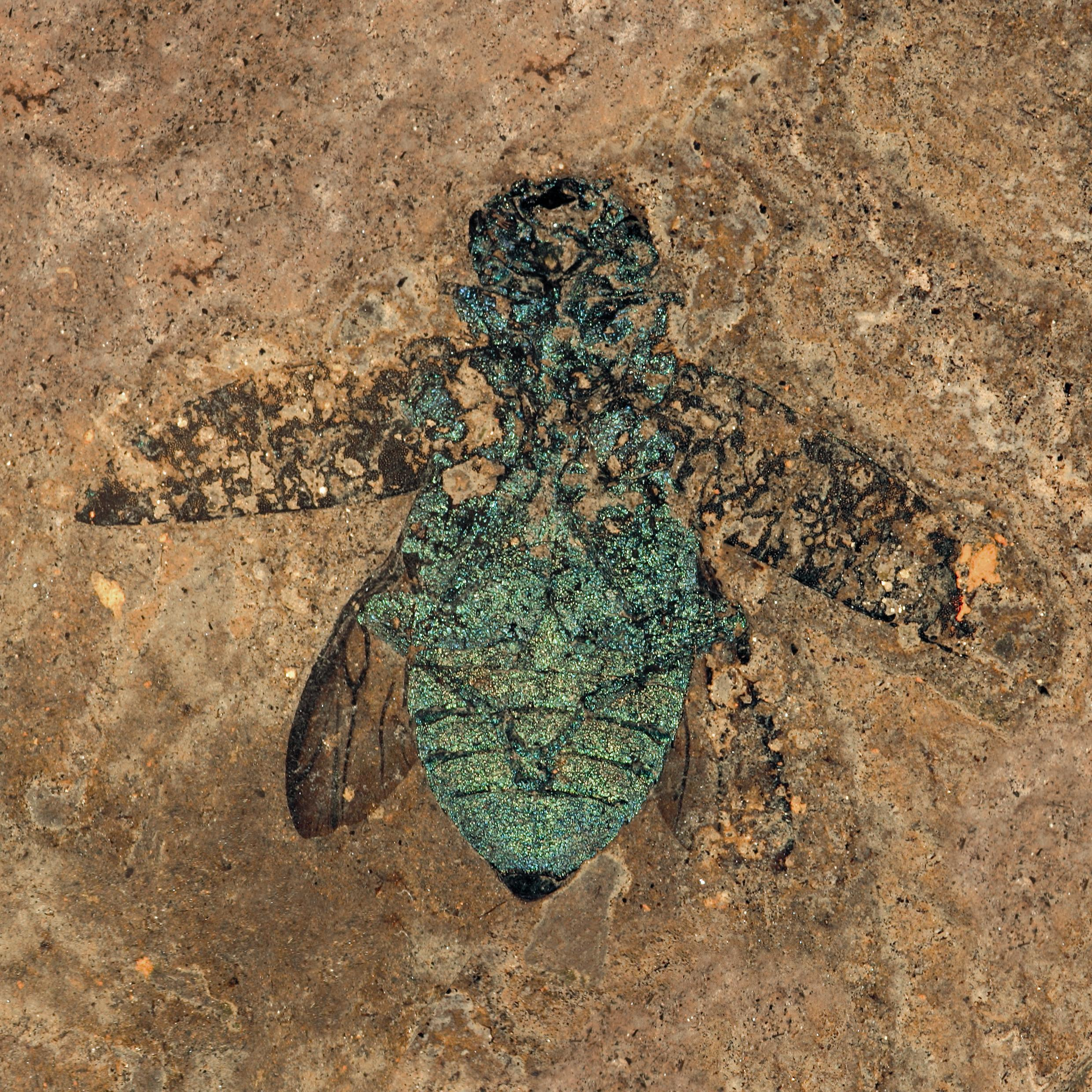
Een fossiele Buprestida (prachtkever) uit de Messel-groeve in Duitsland.

Hoewel er op zeer veel plekken ter wereld Eocene fossielen zijn gevonden, zijn er een aantal vindplaatsen extra belangrijk geweest voor de kennis over de evolutie van het leven. In de vindplaats Wadi Al-Hitan in Egypte, waar mariene sedimenten uit de Tethysoceaan dagzomen, zijn veel skeletten van vroege walvissen gevonden. Deze vindplaats heeft sinds 2005 de status van UNESCO-werelderfgoed. De Green River Formation, die dagzoomt in de Amerikaanse staten Utah, Colorado en Wyoming, is een formatie van lacustriene en fluviatiele (in meren en rivieren gevormde) afzettingen. De formatie bevat zeer goed bewaarde fossielen van zoetwaterdieren, met name vissen.
Op Seymour Island, een van de eilanden tussen Zuid-Amerika en Antarctica, zijn veel Eocene fossielen van zeedieren gevonden. De vindplaats werd ontdekt door de Noorse ontdekkingsreiziger Carl Anton Larsen in 1882 en heeft fossielen van onder meer pinguïns en bivalven opgeleverd. Een andere formatie die veel fossielen heeft opgeleverd is de Zuid-Engelse London Clay. Deze grotendeels mariene formatie is Ypresien in ouderdom en bevat fossielen van bivalven, gastropoden, Nautilidae (nautilussen), krabben, zeekreeften, vissen (waaronder haaientanden), reptielen (vooral schildpadden), vogels en zelfs zoogdieren. Het bekendst is de formatie echter vanwege de fossiele planten, waarvan ook vruchten en zaden gevonden zijn. Inmiddels zijn in de London Clay alleen al 350 nieuwe soorten planten ontdekt.
Een van de bekendste en rijkste vindplaatsen van Eocene fossielen, een zogenaamde Lagerstätte, is de Messel-groeve in Hessen (Duitsland). In de groeve zijn fossielen van zoogdieren, reptielen, vissen, insecten en planten gevonden. Omdat de afzetting gevormd werd in een kratermeer, werden de kadavers niet aangetast door rotting en zijn de fossielen in goede staat. De fossielen vormen samen een compleet Eoceen ecosysteem en ook in dat opzicht is de Messel-groeve uniek. De groeve werd in 1995 tot werelderfgoed verklaard.
Andere vindplaatsen van Eocene fossielen zijn de Murgon Fossil Site in Queensland (~ 54,6 Ma) en de John Day Formation (~ 37 - 20 Ma) in Oregon.

## Leven

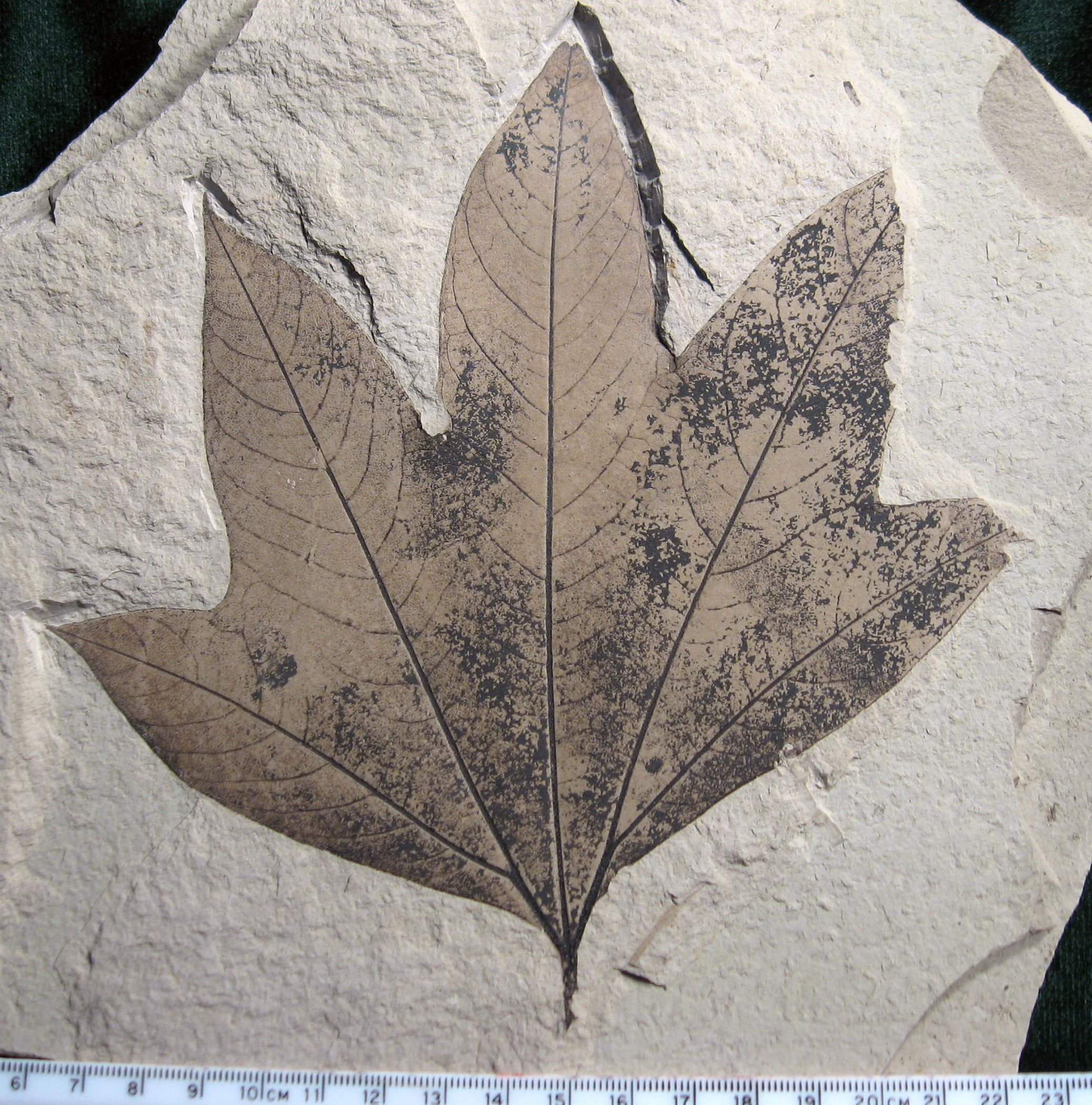
Een fossiel blad van de subtropische boomsoort Macginitiea gracilis, uit de Klondike Mountain Formation, Ypresien, Washington, V.S..

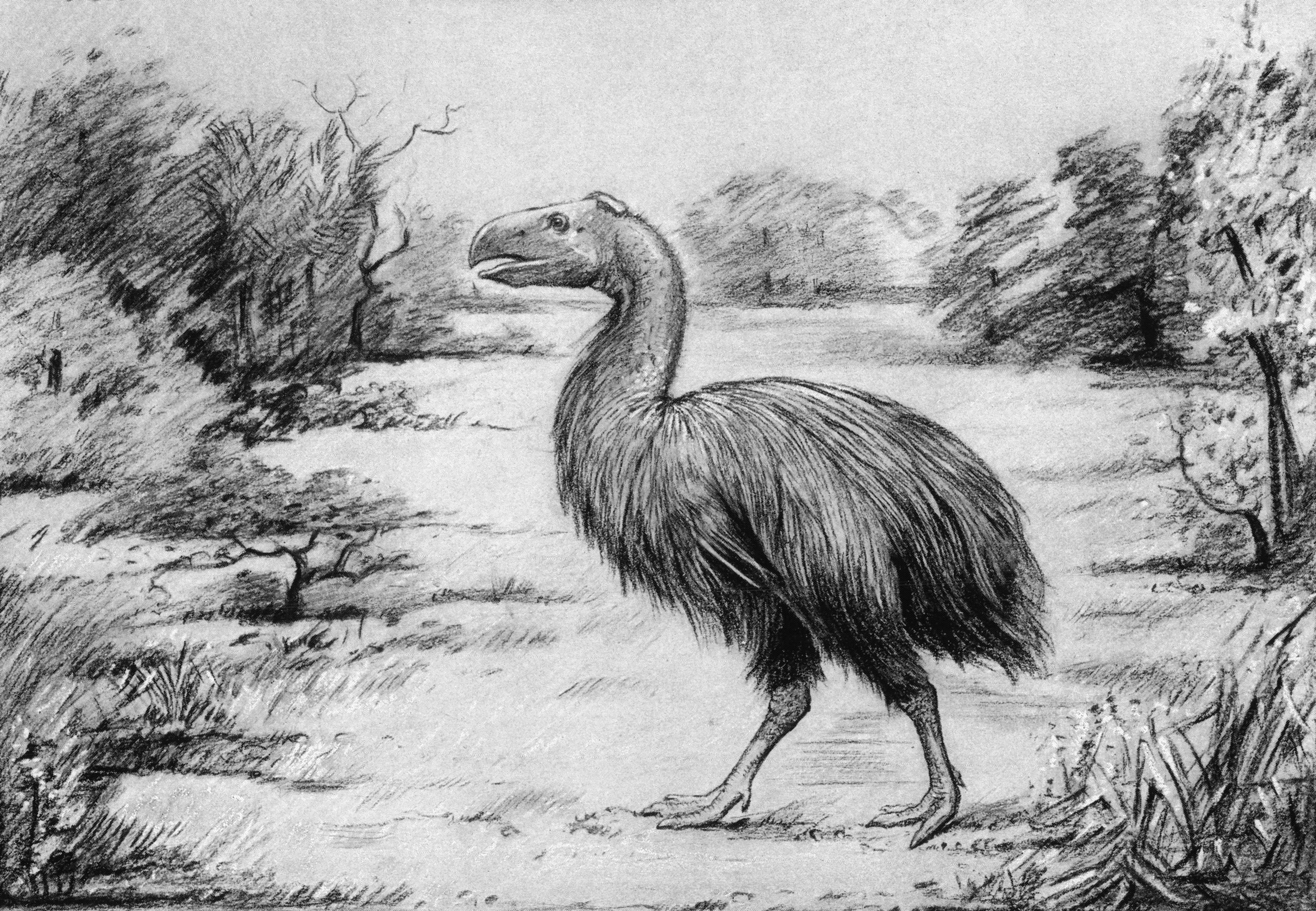
Reconstructie van een Gastornis, een schrikvogel uit het Paleoceen en Eoceen van Europa en Noord-Amerika. Het dier kon de grootte van een volwassen mens bereiken.

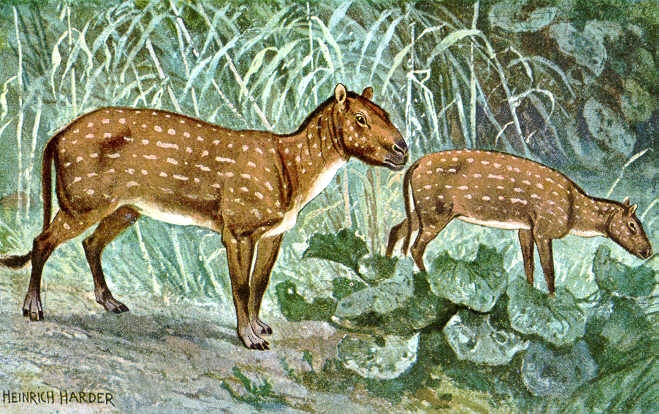
Hyracotherium is het oudste bekende geslacht onder de paardachtigen (Paleoceen tot Vroeg-Eoceen). Het diertje was ongeveer 20 cm hoog en 30 cm lang.

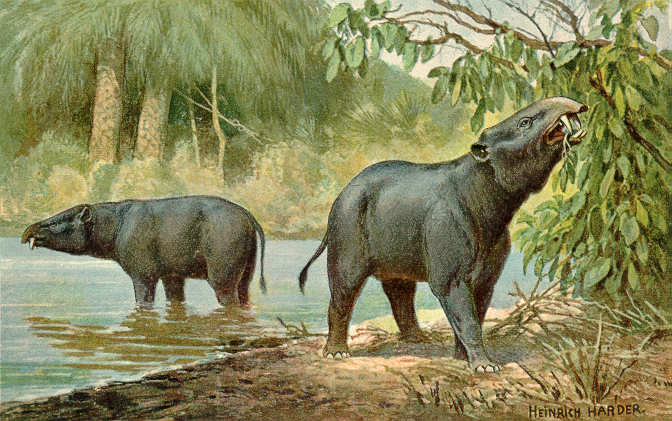
Moeritherium was een vroeg slurfdier uit het Eoceen, nauw verwant aan de voorouders van de tegenwoordige olifanten.

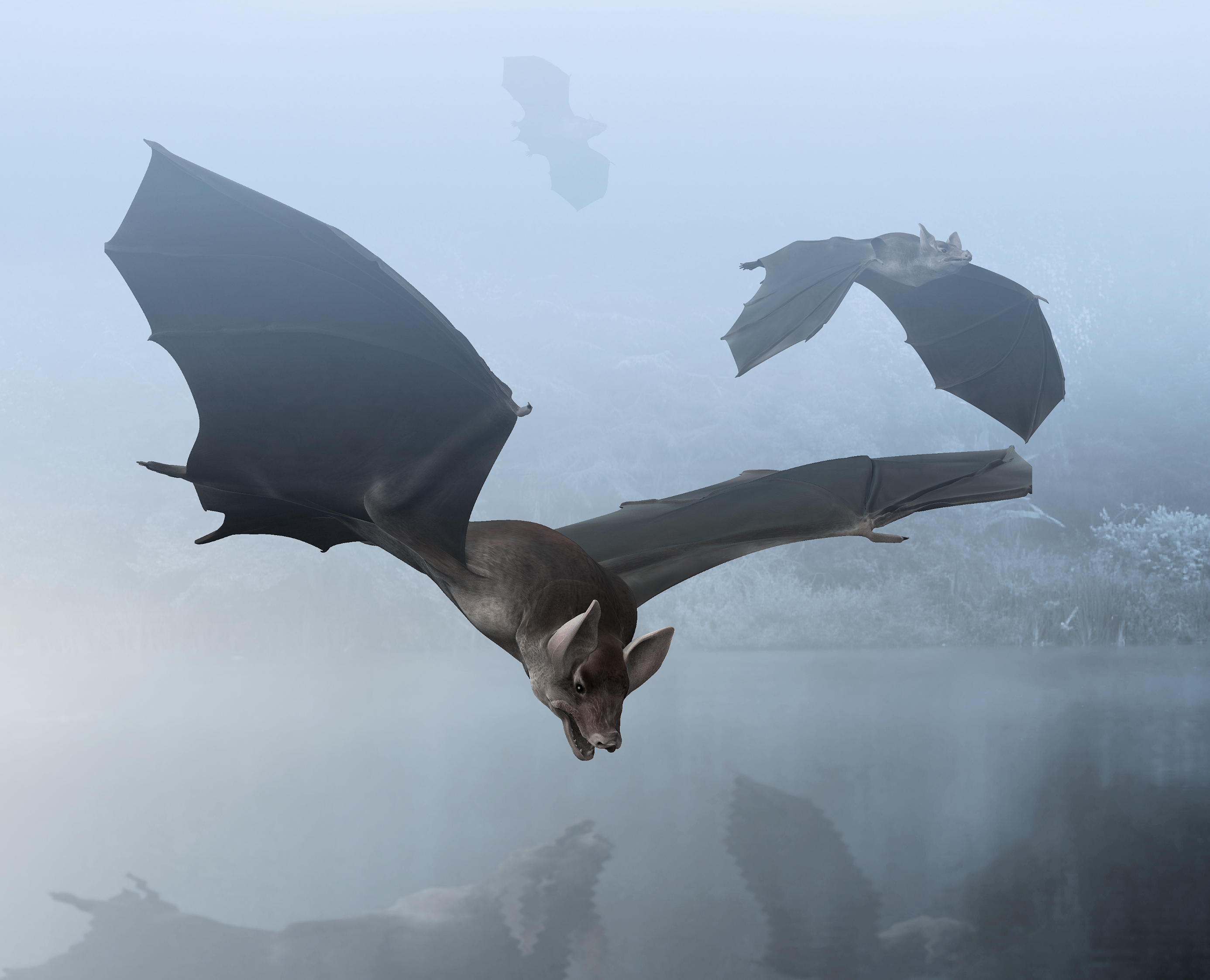
Reconstructie van drie vliegende exemplaren van de uitgestorven vleermuissoort Palaeochiropteryx, waarvan fossielen in de Messel-groeve gevonden zijn.

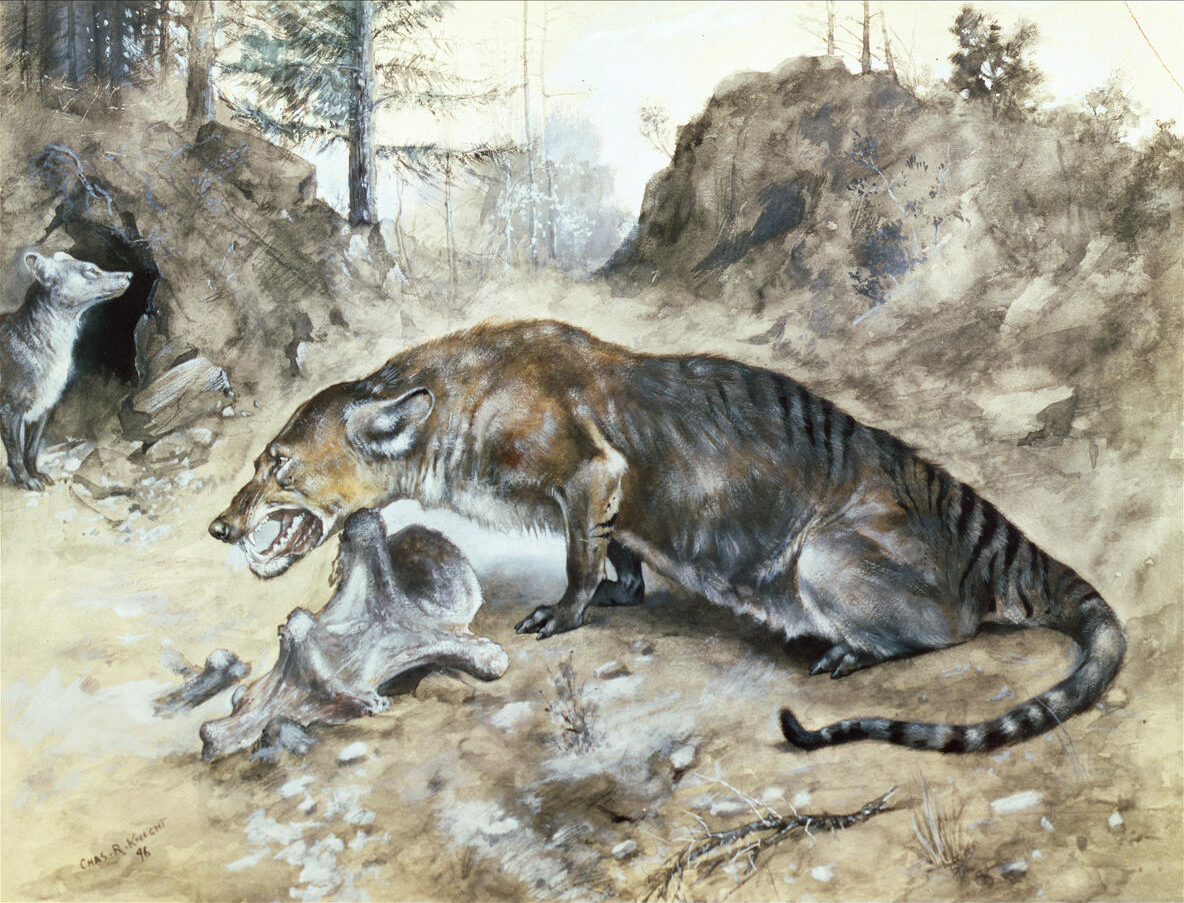
Mesonyx, een vleesetend hoefdier uit het Eoceen.

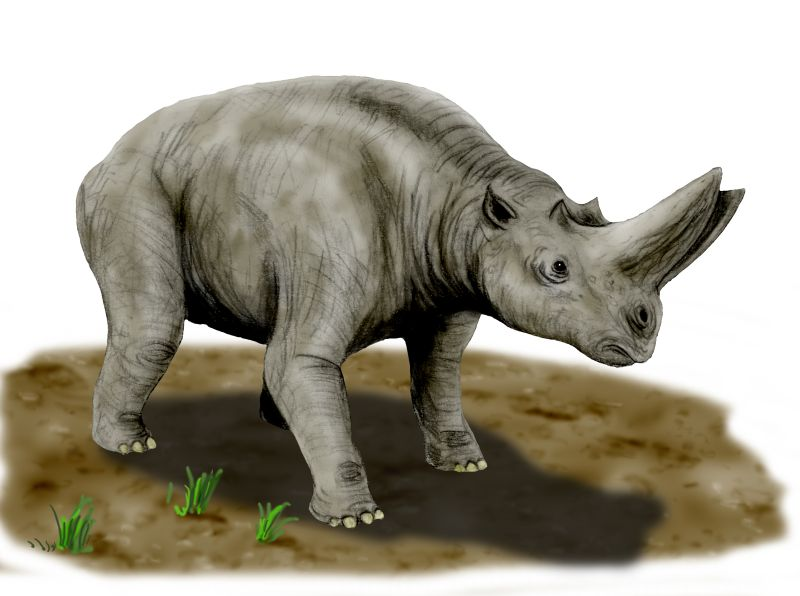
Arsinoitherium, een gehoornde embrithopode uit het Laat-Eoceen en het Vroeg-Oligoceen.

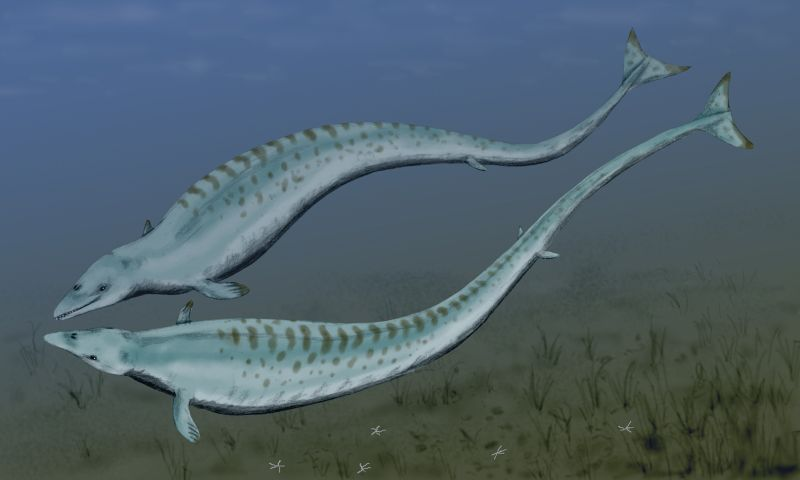
Basilosaurus, een van de eerste walvissen.

In het Paleoceen had snelle radiatie onder de zoogdieren plaatsgevonden. Behalve veel nieuwe groepen waren ook grotere vormen dan ooit tevoren verschenen. In het Eoceen ging deze diversificatie door en specialiseerden veel soorten zich ten opzichte van de "primitieve" Paleocene soorten. Een soortgelijke diversificatie vond plaats onder vogels, bloeiende planten, insecten en andere groepen.
Het PETM leidde tot het uitsterven van veel soorten, zodat er een duidelijk verschil is tussen de fauna van het Paleoceen en die van het Eoceen. Het Eoceen werd afgesloten met een veel grotere massa-extinctie, die de grande coupure wordt genoemd.

### Planten
In het begin van het Eoceen groeiden er vanwege het warme klimaat bossen tot aan de polen. Behalve de droogste gebieden, waar woestijnen lagen, was de hele wereld bedekt met bos. Op het eiland Ellesmere, dat boven de poolcirkel ligt, zijn fossielen van bomen gevonden, bijvoorbeeld van Cupressaceae (cipresfamilie) of van Metasequoia. Er zijn fossielen van subtropische en zelfs tropische soorten planten (waaronder palmen) gevonden in het Onder-Eoceen van Groenland en Alaska. Tropisch regenwoud groeide tot ver in het noorden van Europa, Noord-Amerika en Siberië. Toen in de loop van het Eoceen het klimaat afkoelde maakten de tropische vaste planten en palmen op hogere breedtegraad plaats voor bladverliezende soorten die beter waren aangepast aan verschillen tussen de seizoenen.
Door het verdrogen en afkoelen van het klimaat maakten de bossen op sommige plekken plaats voor open terrein. Dit zorgde voor de opkomst van de grassen, een ontwikkeling die op zijn beurt weer zou leiden tot de opkomst van grotere grazende soorten dieren. Er bestaan aanwijzingen, dat grassen al in het Krijt voorkwamen en de oudste duidelijke fossielen stammen uit het Paleoceen. Deze soorten bezaten nog brede bladeren en leken nog niet op het moderne gras. Een belangrijke adaptatie was de ontwikkeling van continue groei, waardoor de planten ook zware begrazing konden overleven. Tijdens het Oligoceen zouden de grassen zich verder verspreiden.

### Vogels
Het Paleoceen en Vroeg-Eoceen vormen de enige periode in de aardse geschiedenis waarin de top-predators vogels waren. Schrikvogels (een niet vliegende groep grote vleesetende roofvogels) zoals Gastornis voedden zich onder andere met kleine en middelgrote zoogdieren. De schrikvogels zouden in Zuid-Amerika nog lang aan de top van de voedselketen staan, maar kregen in Noord-Amerika en Europa in het loop van het Eoceen steeds meer concurrentie van grote vleesetende zoogdieren.
De pinguïns, die tijdens het Laat-Krijt tot Paleoceen op het huidige Antarctica en Nieuw-Zeeland verschenen, arriveerden in het Midden-Eoceen in Zuid-Amerika en begonnen in het Bartonien de kusten langs de Atlantische Oceaan te bevolken. Enkele Eocene geslachten en soorten pinguïns waren Perudyptes, Archaeoshpeniscus, Icadyptes salasi en de reusachtige Anthropornis nordenskoeldi, die 180 cm lang kon worden en rond de 90 kg woog. Ter vergelijking: tegenwoordig is de grootste pinguïnsoort de keizerspinguïn, die 122 cm groot kan worden en 37 kg kan wegen.
Ook de Anseriformes (eendvogels) bleven zich diversificeren. Een tegenwoordig uitgestorven familie Anseriformes waren de Presbyornithidae, verwanten van de tegenwoordige ganzen. Een voorbeeld is het geslacht Presbyornis, dat op moderne eenden leek maar langere poten had. Soorten die in kustgebieden leefden waren over het algemeen minder gespecialiseerd en hadden een grotere kans op overleven dan soorten die door vergaande specialisatie aan een bepaald ecosysteem gebonden waren.
De vondst van een fossiel van de Eocene loopvogel Palaeotis in de Duitse Messelgroeve en andere fossiele loopvogels in Noord-Amerika en Mongolië is niet in overeenstemming met de traditionele hypothese dat de gemeenschappelijke voorouder van de loopvogels in Gondwana leefde. Duidelijk is dat de loopvogels tijdens het Eoceen ook op het noordelijk halfrond wijdverspreid waren. De papegaaien kwamen tijdens het Eoceen tot op veel noordelijkere breedten voor dan tegenwoordig. In Europa zijn op verschillende plaatsen fossielen van Eocene papegaaien gevonden. Het oudst bekende fossiel van een papegaai is 54 miljoen jaar oud en werd gevonden in Denemarken.

### Zoogdieren
Na het uitsterven van de dinosauriërs aan het einde van het Krijt vond onder de zoogdieren in het Paleoceen adaptieve radiatie plaats waardoor de vrijgekomen ecologische niches werden gevuld. In het Paleoceen verschenen veel van de moderne orden van zoogdieren en ook enkele later uitgestorven orden. In het Eoceen zette deze ontwikkeling zich voort. Opvallend is dat de vertegenwoordigers van veel groepen in het Eoceen kleiner waren dan zowel hun Paleocene voorouders (verdwerging) als hun opvolgers in het Oligoceen. Het is mogelijk dat kleine soorten in het warme klimaat van het Eoceen een evolutionair voordeel hadden.
In het Vroeg-Eoceen verschenen de evenhoevigen, en aan het begin van het Oligoceen waren deze al uitgesplitst in de moderne drie sub-orden: Camelidae (kameelachtigen), Suidae (varkens) en Ruminantia (herkauwers). Een voorbeeld van een Vroeg-Eocene evenhoevige is Diacodexis. De onevenhoevigen (die, hoewel er geen duidelijke fossielen van voor het Eoceen bekend zijn, waarschijnlijk in het Paleoceen in Azië verschenen) waren echter aan het begin van het Eoceen dominant, ze verdrongen de evenhoevigen naar voedselarmere gebieden, waar de herkauwers hun spijsverteringstelsel met vier magen ontwikkelden. Een voorbeeld van een Vroeg-Eocene onevenhoevige is de oudste paardachtige, Hyracotherium, die echter niet veel groter werd dan een konijn tegenwoordig. Met de opkomst van de grassen vanaf het Midden-Eoceen had deze groep daarmee een evolutionair voordeel en kon daardoor een belangrijkere ecologische rol gaan spelen. In het Laat-Eoceen verschenen ook de eerste Proboscidea (slurfdieren), zoals Moeritherium en de grotere Palaeomastodon, die een korte slurf en slagtanden had en wordt beschouwd als een voorouder van de olifanten. De Embrithopoda waren een groep mogelijk aan de olifanten verwante zoogdieren uit Afrika, een voorbeeld is Arsinoitherium.
Ook de knaagdieren, voor het eerst verschenen in het Paleoceen, diversificeerden zich tijdens het Eoceen verder. Het is goed mogelijk dat ze door concurrentie de multituberculaten verdreven, die eveneens van noten en zaden leefden. De multituberculaten waren een oudere groep zoogdieren, die in het Eoceen sterk teruggedrongen werden en in het Oligoceen zouden uitsterven. De Gondwanatheria waren een mogelijk aan de multituberculaten verwante groep zoogdieren die alleen op de zuidelijke continenten (Zuid-Amerika, Antarctica, India en Afrika) leefden.
Het kleinst bekende zoogdier dat ooit geleefd heeft, de op een spitsmuis lijkende insectivoor Batodonoides, leefde rond 53 miljoen jaar geleden. De eerste vaststaande fossielen van vleermuizen komen uit het Onder-Eoceen (Eocene soorten vleermuizen zijn bijvoorbeeld Icaronycteris, Archaeonycteris, Palaeochiropteryx en Hassianycteris), hoewel mogelijk aan vleermuizen toebehorende fossiele tanden in het Krijt gevonden zijn.
De geleidelijke afkoeling van het klimaat vanaf het midden van het Eoceen zorgde van een verandering van de habitats van veel dieren. De regenwouden werden kleiner waardoor veel soorten zich aan open grasland aanpasten. Zowel de plantenetende grazers als groepen predators werden groter en sterker. Groepen vleesetende zoogdieren uit het Eoceen waren de Mesonychia (zoals Mesonyx, Ankalagon en Andrewsarchus, de laatste is het grootst bekende op het land levende roofzoogdier ooit), de Condylarthra (zoals Arctocyon of waarschijnlijk ook Tingamarra) maar vooral de Creodonta (zoals Patriofelis of de Laat-Eocene Sarkastodon). De laatste drie groepen zijn tegenwoordig uitgestorven. Deze zoogdieren namen de rol van dominante predators in de loop van het Eoceen over van de schrikvogels. Aan het einde van het Eoceen verschenen de eerste Carnivora (moderne roofdieren), zowel Feliformia als Caniformia, voorlopers van respectievelijk moderne katachtigen en hondachtigen. Voorlopers van Carnivora waren de Miacoidea uit het Paleoceen en Vroege Eoceen. Een groep die wel binnen de Carnivora viel was Nimravidae(binnen de Feliforma), die ook aan het einde van het Eoceen verschenen.
De primaten, waarvan de eerste vertegenwoordigers in het Paleoceen verschenen, ontwikkelden zich in het Eoceen verder. Voorbeelden van een Eocene primaten zijn Notharctus, die wel leek op tegenwoordige maki's, en Darwinius, waarvan een zeer goed bewaard gebleven fossiel bekend is.
Een bijzondere ontwikkeling was het ontstaan van de eerste walvissen uit Mesonychia. Deze evolutie is vrij goed bekend vanwege vele fossielen van verschillende tussenvormen die in het Onder- en Midden-Eoceen van Pakistan gevonden zijn. De oudste voorouders van de walvissen zijn de Pakicetidae, op het land levende roofdieren met voor alle Mesonychia typische driehoekige tanden. Enkele miljoenen jaren later hebben bepaalde soorten, zoals Ambulocetus een amfibische levensstijl aangenomen. De stand van hun poten van Ambulocetus is al meer gericht op zwemmen dan op voortbewegen op het land. De volgende stap is gevonden in de vorm van de Protocetidae, die misschien al vinnen hadden. Ongeveer rond 45 miljoen jaar geleden verschenen de eerste compleet mariene walvissen, de Basilosauridae. Deze groep bevat onder andere de geslachten Basilosaurus en Dorudon, die in anatomie niet veel verschillen van de tegenwoordige baleinwalvissen.

### Andere landdieren

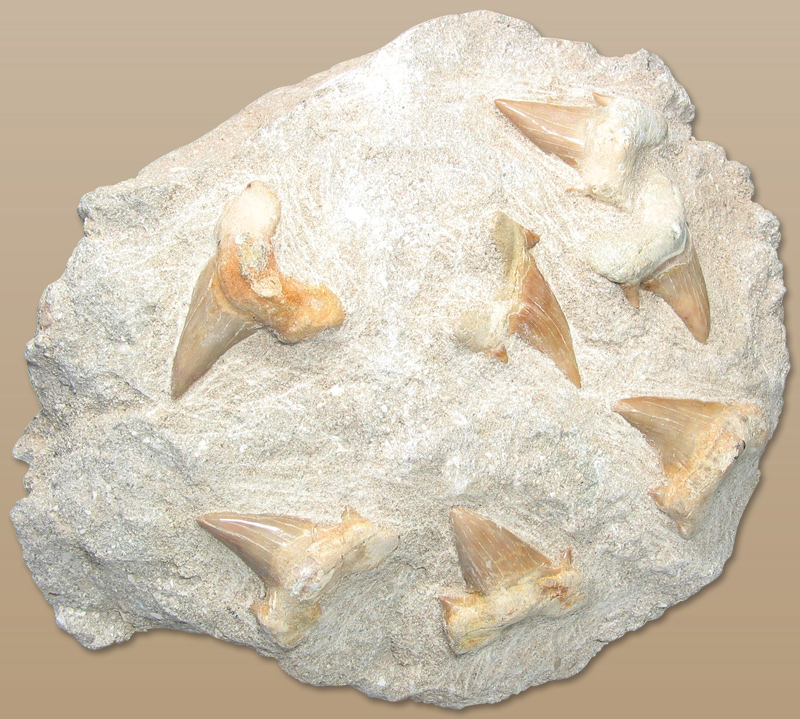
Fossiele tanden van de Eocene haai Otodus obliquus.

Het warme klimaat van het Eoceen vormde een geschikte omgeving voor reptielen. Een aantal van de grootste slangen die ooit geleefd hebben kwamen uit het Eoceen. Van Gigantophis garstini zijn fossielen gevonden in Noord-Afrika, deze slang kon tien meter lang worden (de langste slangen van tegenwoordig worden ongeveer zeven meter lang). Chubutophis uit Patagonië werd zelfs nog langer. Van de mariene Eocene slang Palaeophis werd ooit gedacht dat hij dertig meter lang kon worden, maar recentere schattingen geven eerder een lengte van negen meter.
De oudste fossielen van de Ranidae (echte kikkers) komen uit het Eoceen, maar omdat deze dieren klein en hun overblijfselen teer zijn, zijn fossielen zeldzaam. Ze kunnen daarom ook eerder ontstaan zijn.
Op de overgang tussen het Paleoceen en Eoceen begon een adaptieve radiatie onder bepaalde groepen insecten. De mieren, die tijdens het Krijt nog een onbelangrijke groep waren die alleen in Laurazië leefden, zouden zich over de hele wereld verspreiden in het vroeg Eoceen. In de Messelgroeve zijn van het geslacht Formicium behalve resten van werksters ook koninginnen gevonden, die tussen de 13 en 15 cm lang konden worden. Dit zijn voor zover bekend de grootste mieren die ooit geleefd hebben. In de Verenigde Staten en in Engeland zijn vleugels van hetzelfde geslacht gevonden. De oudste voorloper van de moderne honingbij komt uit het Eoceen, de soort Electrapis apoides is gevonden in barnsteen en heeft een leeftijd van ongeveer 45 miljoen jaar.

### Marien leven
In het Eoceen was de snelheid waarmee nieuwe oceanische korst werd gevormd bij de mid-oceanische ruggen groter dan tegenwoordig het geval is. Het gevolg hiervan was dat in het Eocen de concentratie calcium ten opzichte van de concentratie magnesium in het zeewater hoger was. Dit maakte het mineraal calciet relatief stabiel. Aan het einde van het Eoceen veranderde het zeewater geleidelijk naar een magnesiumrijkere samenstelling, waarin het mineraal aragoniet relatief stabiel is. Waarschijnlijk vormt dit de reden, dat het Eoceen het laatste tijdperk was waarin grote hoeveelheden krijtgesteente gevormd werden. Dit gesteente is opgebouwd uit fossielen van zogenaamd "nannoplankton", plankton tussen twee honderdste en twee duizendste millimeter, die hun skeletjes uit calciet opbouwen. Aan de andere kant zorgde de hogere concentratie magnesium voor het opbloeien van de koralen en koraalriffen in het Oligoceen. Koralen bouwen hun skelet juist op uit aragoniet.
De haaien, met name de makreelhaaien, ondergingen in het Eoceen een grote diversificatie. Zo verscheen de koboldhaai in dit tijdvak. Een van de grootste soorten haaien was de al in het Paleoceen verschenen Otodus obliquus, die negen meter lang kon worden en zich voedde met vissen, zeezoogdieren en andere haaien. Dit is vermoedelijk een voorouder van het geslacht Carcharodon uit het Midden-Eoceen, waartoe de enorme haai Megalodon behoorde. Een Eocene beenvis was de aan tegenwoordige zalmen verwante Enchodus, een predator die al in het Krijt was verschenen.

## Overgang naar het Oligoceen
Ongeveer 33,9 miljoen jaar geleden vond een drastische verandering plaats in de fauna van Europa, die de grande coupure wordt genoemd en de overgang tussen het Eoceen en Oligoceen vormt. Een soortgelijke gebeurtenis vond tegelijkertijd in Azië plaats. Soorten uit Azië kregen, waarschijnlijk dankzij het ontstaan van een landbrug door de Toergajstraat, de kans naar Europa te migreren en andersom. Dit zorgde voor een massa-extinctie maar ook allopatrische vorming van nieuwe soorten.
Tegelijkertijd kwam de Circum-Antarctische zeestroming in de zuidelijke oceanen goed op gang door het uit elkaar bewegen van Zuid-Amerika en Antarctica, waardoor Antarctica verder afkoelde en zich een permanente ijskap op de zuidpool begon te vormen. De vorming van deze ijskap zorgde voor een wereldwijde daling van het zeeniveau en het toenemen van het lichtweerkaatsend vermogen van de Aarde, waardoor het klimaat wereldwijd verder afkoelde.
De klimaatverandering en (in Eurazië) de komst van nieuwkomers zorgde voor een snelle evolutionaire ontwikkeling. Soorten die zich niet konden aanpassen aan de nieuwe omstandigheden stierven uit, andere soorten pasten zich aan en hadden andere eigenschappen dan hun Eocene voorouders. De verandering was vooral onder zoogdieren en mariene mollusken groot.
Het voorkomen van het zeldzame element iridium, geschokte kwarts en nikkelrijke spinel in gesteentelagen die ongeveer op de overgang tussen het Eoceen en Ologiceen vormden, laat zien dat er ook één of meerdere meteorietinslagen moeten zijn geweest. De datering van deze gesteentelagen heeft echter uitgewezen dat deze inslag rond 35,6 miljoen jaar geleden moet hebben plaatsgevonden, meer dan een miljoen jaar voor de grande coupure. Daarom wordt er tegenwoordig van uitgegaan dat de twee gebeurtenissen geen direct verband met elkaar hebben. Wel is er gesuggereerd dat de inslagen een versnelling van de afkoeling van het klimaat tot gevolg hadden.